# Margny-lès-Compiègne
Margny-lès-Compiègne è un comune francese di 8 011 abitanti situato nel dipartimento dell'Oise della regione dell'Alta Francia.

## Società

### Evoluzione demografica
Abitanti censiti